# 2022年印度總統選舉
2022年印度總統選舉是印度共和國於2022年7月18日举行的第16屆總統选举，此次選舉投票率为99.12%。印度人民党候选人德拉帕迪·慕爾穆赢得了此次选举。

## 选举制度
印度總統由选举团间接选举产生。印度宪法第58条规定，印度总统和副总统必须由年满35岁的印度公民擔任。

## 选举时间表
2022年6月9日，印度选举委员会公佈了印度總統的选举時間。

## 候选人
2022年6月21日，联合进步联盟組成聯合反對派推出了自己的總統候選人，他是前全印草根大会领导人亞舒旺特·辛哈。 同一天，全国民主联盟也推出了自己的總統候選人，她是德拉帕迪·慕爾穆。 

## 结果
7月18日上午10时，总统选举正式開始。近4800名印度议会议员和印度各邦的立法会议员参与投票。 计票工作于7月21日进行。
| 候选人          | 候选人          | 联盟            | 个人 选票 | 选举人 >选举团票 | %     |
| --------------- | --------------- | --------------- | --------- | ---------------- | ----- |
|                 | 德拉帕迪·慕爾穆 | 全国民主联盟    | 2,824     | 676,803          | 64.03 |
|                 | 亞舒旺特·辛哈   | 联合反对派      | 1,877     | 380,177          | 35.97 |
|                 |                 |                 |           |                  |       |
| 有效选票        | 有效选票        | 有效选票        | 4,701     | 1,056,980        | 98.89 |
| 空白票和无效票  | 空白票和无效票  | 空白票和无效票  | 53        | 15,397           | 1.11  |
| 全部            | 全部            | 全部            | 4,754     | 1,072,377        | 100   |
| 登记选民/投票率 | 登记选民/投票率 | 登记选民/投票率 | 4,809     | 1,086,431        | 98.86 |